# خلية سرطانية

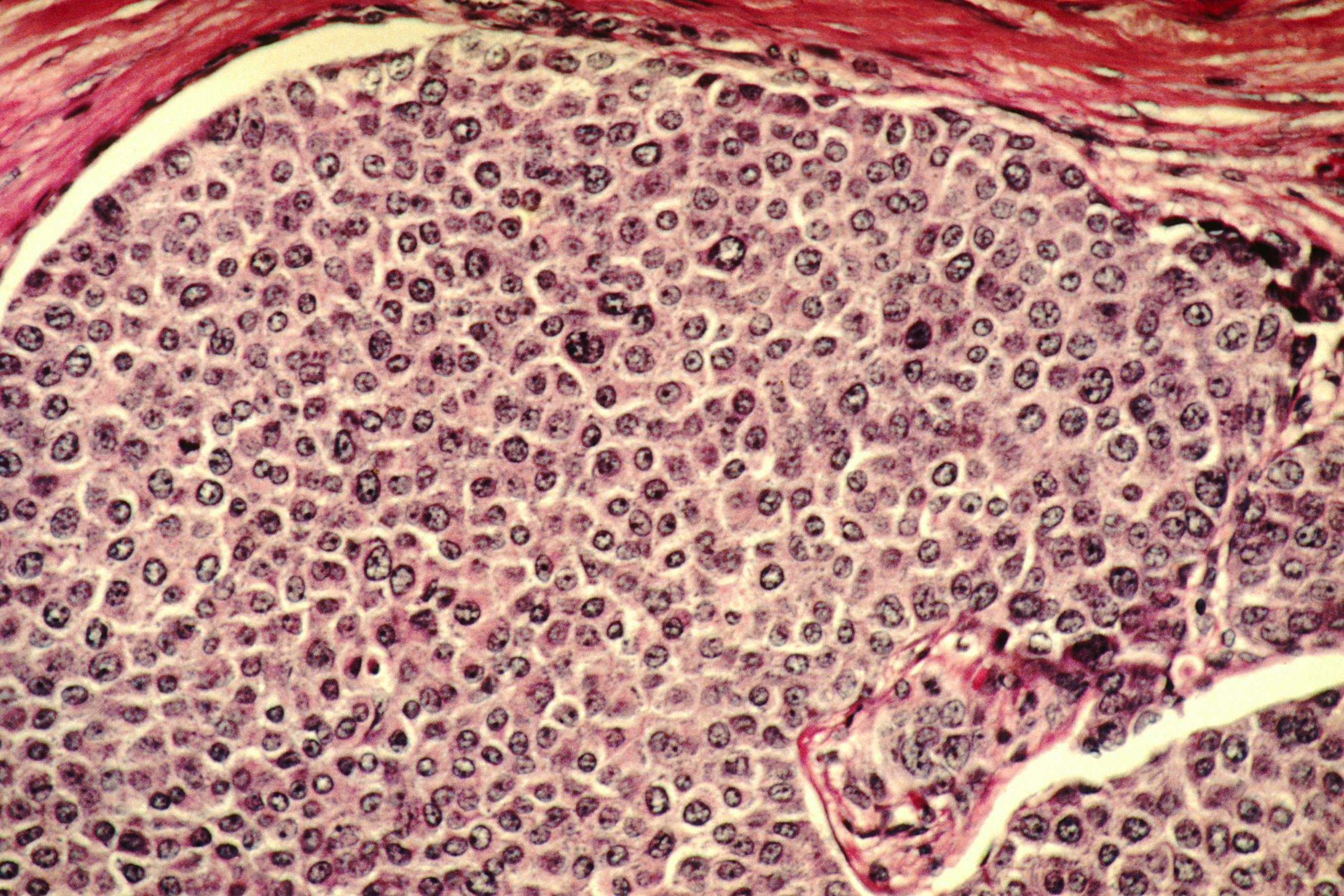
خلايا سرطان الثدي.

قدرة هذه الخلايا المنقسمة على غزو Invasion أنسجة مجاورة وتدميرها، أو الانتقال إلى أنسجة بعيدة في عملية نطلق عليها اسم النقيلة. وهذه القدرات هي صفات الورم الخبيث على عكس الورم الحميد، والذي يتميز بنمو محدد وعدم القدرة على الغزو وليس لهُ القدرة على الانتقال أو النقلية. كما يمكن تطور الورم الحميد إلى سرطان خبيث في بعض الأحيان.

## الخلايا السرطانية مدمنة على الجلوكوز
الخلايا السرطانية عدوانية جدا، وتتكاثر بسرعة في نفس المكان، وذلك باستخدام التخمير ولأن التخمير غير ممكن مع الأحماض الدهنية، فهذا يعني أن الخلايا السرطانية لديها حاجة كبيرة للجلوكوز، فهي تحتاج إلى السكر  20 مرة أكثر من الخلايا السليمة لدرجة أن الماسح الضوئي PET يمكن أن يستخدم لمعرفة وجود سرطان في الجسم، فقط من خلال النظر إلى الخلايا التي تستهلك المزيد من الجلوكوز.
فالخلايا السرطانية هي مدمنة على الجلوكوز وهمها الوحيد هو العثور الجلوكوز وإذا لم تجد إلا  الأحماض الدهنية فانها تجوع وبالتالي يقل إنتاج الطاقة الخلوية فتفقد الخلايا السرطانية عدوانيتها وقدرتها على التكاثر، ويقتصر هذا الامر على الخلايا السرطانية فقط أما باقي الخلايا الأخرى في الجسم فيمكن أن تعيش مع الأحماض الدهنية.

## النظام الغذائي الكيتون ضد السرطان
في عام 2007، أجرى الدكتور ميلاني شميت وعالم الأحياء أولريك كامرير في مستشفى Wüzburg، بألمانيا، دراسة سريرية على المرضى الذين يعانون من السرطان، وقاموا باخضاعهم لنظام  غدائي فيه نسبة عالية من الدهون ونسبة عالية من البروتين ومنخفض جدا في نسبة الكربوهيدرات ويسمى النظام الغذائي الكيتون، فتم منعهم من تناول السكريات، والحبوب، والمعكرونة، والأرز، والبطاطس واعطائهم كمية قليلة جدا من الفواكه واللحوم الدهنية فقط، والسمك والبيض والمكسرات والقليل من زيت الزيتون وزيت بذور الكتان وبعض الخضروات.
ولكن المستشفى سمحت لهم باختبار النظام الغذائي الكيتون فقط على المرضى الذين استنفدوا جميع العلاجات التقليدية ضد السرطان مثل الجراحة، والإشعاع، والعلاج الكيميائي، وكل العلاجات البديلة الأخرى وهذا يعني أن المرضى كانوا في حالة صحية سيئة للغاية فمنهم من يعاني من سرطان المبيض وسرطان الثدي والغدد النكفية والعظام والبنكرياس والغدة الدرقية والمريء وأورام الجهاز العصبي، وقد توفي اثنان منهم في غضون شهر بعد بدء الدراسة وانسحب آخرون في بداية البحث، اما خمسة مرضى الذين امتثلوا للحمية لمدة ثلاثة أشهر فقد تحسنت حالتهم وتوقفت اورامهم عن النمو واستقرت حالتهم البدنية ومازالوا  على قيد الحياة.

## تحذيرات هامة
رغم نجاح هذا النظام الغدائي وفتحه باب الأمل عند مرضى السرطان إلا أن  النظام الغذائي الكيتون يسبب بعض المشاكل، لذلك فمن المستحسن أن يتبع تحت إشراف طبي لانه يمكن أن يسبب التعب المزمن حيث ان الجسم يحتاج  بعض الوقت ليعتاد على العمل دون احتياطي السكر كما ان النظام الغذائي الكيتون فقير من حيث بعض المغديات وهي :
الألياف: وهذا يسبب الإمساك أو الإسهال، ومن الممكن التخفيف من هذه المشكلة بتناول مكملات الألياف الغذائية مثل سيلليوم أو البكتين .
 البوتاسيوم : احتياجاتنا من البوتاسيوم نحصل عليها عادة من الفواكه والخضار وكلها مصادر للكربوهيدرات وبالتالي لابد من تناول مكملات البوتاسيوم أو اختيار الخضار الفقيرة من حيث  الكربوهيدرات مثل اللفت، والهليون، والباذنجان والخيار والقرنبيط، والكرفس، والخس، والكراث، والجرجير والافوكا.

## حالات يمنع فيها الخضوع لحمية الكيتون
هناك حالات يمنع فيها اتباع النظام الغذائي الكيتون وهي:
-القصور الكلوي، وقصور في وظيفة الكبد أو وظيفة القلب.
-السكري  المعتمد على الأنسولين وغير المعتمد على الأنسولين في غياب الإشراف الطبي.
-أمراض أو اضطرابات الأيض  مثل البورفيريا، ونقص كربوكسيلاز البيروفات والأمراض الوراثية النادرة الأخرى.
-الحمل والرضاعة الطبيعية.
-هذا النظام ممنوع على أي شخص اتباعه لمدة تتجاوز 4 أسابيع، من دون إشراف طبي .
– ممنوع فترة النمو أي على الطفل الصغير، والمراهقة.
– ممنوع أثناء العلاج بمدرات  للبول أو كورتيكوستيرويد في غياب الإشراف الطبي.
– ممنوع في حالة اضطرابات الأكل.
– ممنوع بعد الجراحة.

## الحد من خطر الإصابة بالسرطان
قبل اللجوء إلى النظام الغذائي الكيتون أعلم ان اتباع نظام غذائي منخفض الكربوهيدرات مفيد في الوقاية من السرطان.
وللحد من خطر تغذية الورم المتعطش للجلوكوز يمكنك الالتزام ببعض النصائح:
- خفض الاستهلاك الخاص بك من المواد الغذائية المصنعة، والصناعية، مثل الوجبات الجاهزة، الدقيق المكرر (الأبيض) والأطعمة المصنوعة منه عامة مثل الخبز الأبيض، الرغيف الفرنسي الأبيض والمعجنات والمعكرونة البيضاء وكل المشروبات السكرية والعصائر .
- تناول الحبوب بكميات تتناسب مع النشاط البدني الخاص بك ويمكنك عدم تناولها إذا كنت لا تمارس الرياضة.
- الحرص على وجود الالوان في طبقك :الفواكه والخضار الملونة غنية بالمواد المضادة للأكسدة التي تقلل من الالتهاب مثل العنب البري، والعنب الأحمر، والطماطم، والخضراوات الخضراء وهناك بالطبع العديد من الاستثناءات المهمة، مثل القرنبيط والفجل والهليون، فعلى الرغم من أنها بيضاء اللون الا انها  جيدة للصحة .
- تجنب قدر الإمكان المشويات والمقالي.

احرص على تناول الدهون والمنتجات ذات النوعية الجيدة مثل الأسماك الصغيرة الزيتية والمكسرات من جميع الأنواع، وزيت الزيتون البكر وزيت بذور اللفت والأفوكادو، والبيض العضوي المخصب مع اوميجا 3 إذا كان ذلك ممكنا .
تجنب المنتجات الصناعية الدهنية مثل الصلصات والمايونيز، وبالطبع البسكويت المحمص والملح .
التكيف مع نمط حياتك للحد من أسباب التوتر وذلك بتغيير العمل، ومكان الإقامة، والأنشطة إذا كانت لا تسمح لك أن تشعر بالراحة إلى حد معقول في حياتك .
الحد من استخدام المواد السامة في منزلك مثل المنتجات المنزلية، والورنيش، والغراء والبلاستيك.

## معرض صور

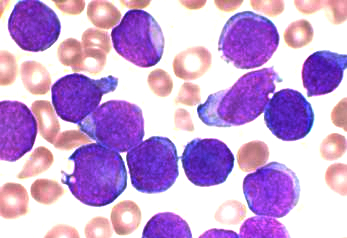
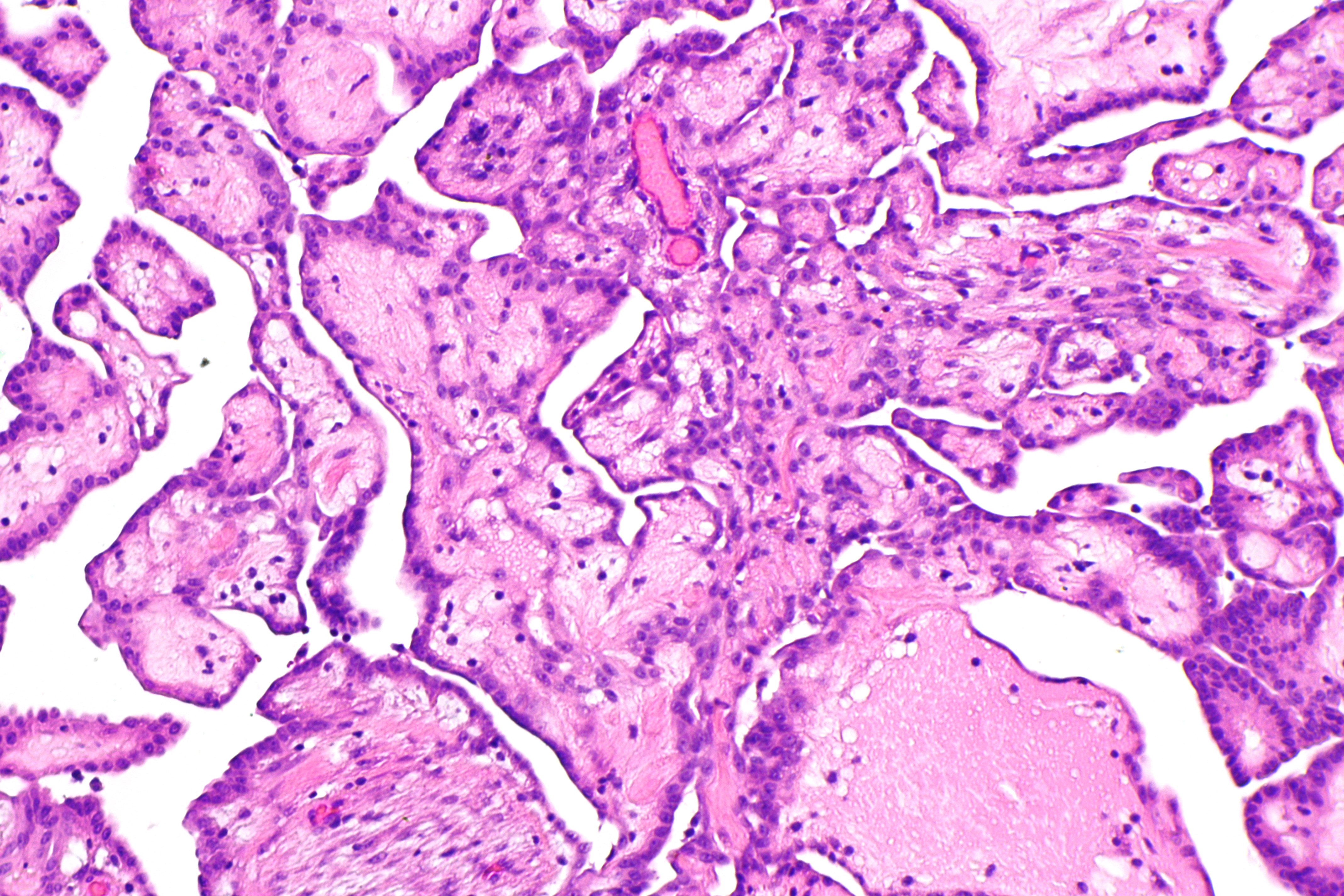
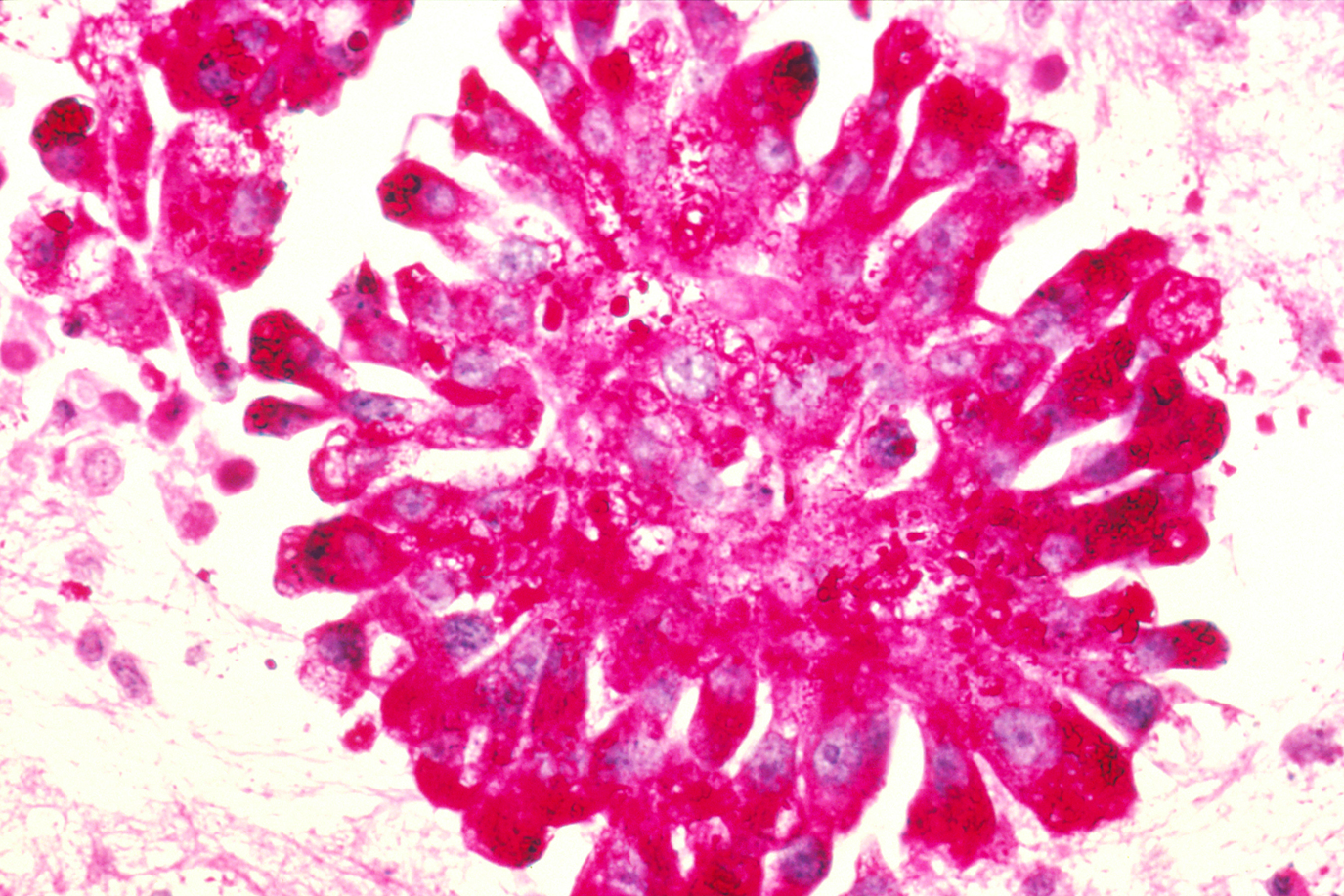
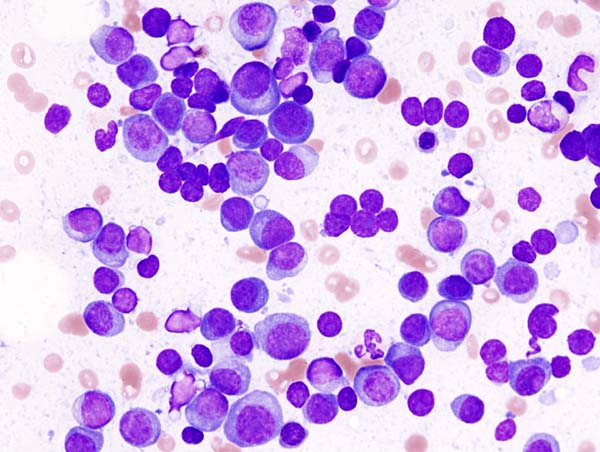
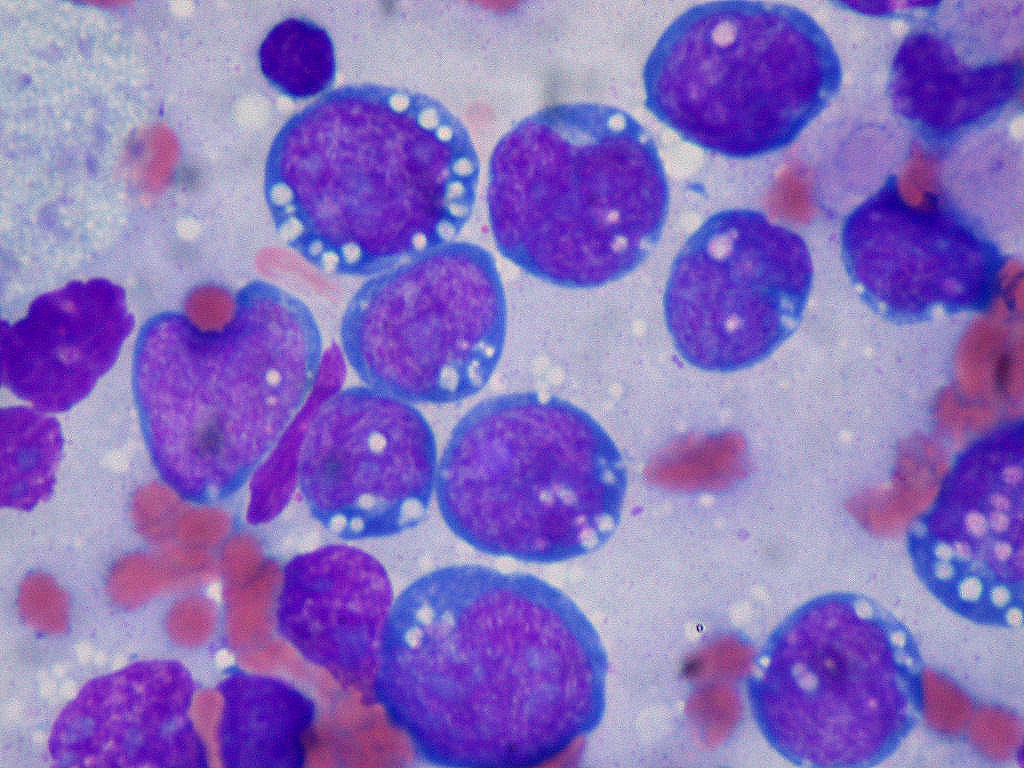

## وصلات خارجية
لم يصعب الكشف عن الخلايا السرطانية